# 彼得·布莱尔
彼得·布莱尔（英語：Peter Blair，1932年2月14日—1994年6月29日），美国前男子摔跤运动员。他曾代表美国参加1956年夏季奥林匹克运动会摔跤比赛，获得男子自由式次重量级铜牌。